# Perania nasuta
Perania nasuta är en spindelart som beskrevs av Peter J. Schwendinger 1989. Perania nasuta ingår i släktet Perania och familjen Tetrablemmidae.
Artens utbredningsområde är Thailand. Inga underarter finns listade i Catalogue of Life.